# Новая (Палехский район)
Но́вая — деревня в Палехском районе Ивановской области, входит в состав Раменского сельского поселения. 

## География
Деревня находится на расстоянии 12,3 км (по автодорогам) к северо-западу от посёлка городского типа Палех, административного центра района.

### Часовой пояс
Деревня Новая, как и вся Ивановская область, находится в часовой зоне МСК (московское время). Смещение применяемого времени относительно UTC составляет +3:00.

## Население
| 1859 | 1905 | 2010 |
| ---- | ---- | ---- |
| 347  | ↘278 | ↘24  |

## Известные уроженцы
- Кузнецов, Михаил Андреевич (1922—2004) — советский железнодорожный деятель, генерал-майор, Почётный железнодорожник.